# Bermknobbelkopje
Het bermknobbelkopje (Hypomma cornutum) is een spin uit de familie hangmatspinnen (Linyphiidae).
Het vrouwtje wordt 2,2 tot 2,9 mm groot, het mannetje wordt 1,9 tot 2,3 mm groot. De spin komt voor in het Palearctisch gebied.